# Resistência Popular (Iêmen)
Resistência Popular (em árabe: المقاومة الشعبية) ou Comitês de Resistência Popular são grupos armados que foram estabelecidos em várias províncias do Iêmen durante a Guerra Civil Iemenita após o golpe dos houthis. Combatem ao lado do exército iemenita leal ao presidente Abd Rabbuh Mansur Hadi e dos Comitês Populares contra os combatentes Houthis e as forças leais ao ex-presidente Ali Abdullah Saleh.  Em algumas províncias, se uniram com os Comitês Populares para lutar contra a Al-Qaeda na Península Arábica. 